# یک تعادل خوب
یک تعادل خوب (به انگلیسی: A Fine Balance) نام رمانی اثر رویین‌تن میستری نویسنده کانادایی است که در سال ۱۹۹۵ منتشر شد. این کتاب در همان سال انتشار (۱۹۹۵) برنده جایزه گیلر و در سال ۱۹۹۶ نامزد دریافت جایزه ادبی من بوکر شد.